# Very Large Telescope
Very Large Telescope (VLT) er et sammensat optisk teleskop, der består af fire teleskoper på 8,2 meter placeret i en formation. VLT ligger ved Paranal-observatoriet på bjerget Cerro Paranal, beliggende 2.635 moh. i Atacama i det nordlige Chile. 
De fire teleskoper er navngivet Antu, Kueyen, Melipal og Yepun, hvilket på den oprindelige befolknings (Mapuche) sprog betyder henholdsvis Solen, Månen, Sydkorset og Venus. 
Teleskoperne kan fungere uafhængigt hver for sig eller koordineret. Når teleskoperne koordineres, er den total spejloverflade 16 meter, hvilket gør VLT til det største optiske teleskop i verden. I anlægget indgår også et interferometer, der giver mulighed for ekstra høj opløsning af relativt lystærke objekter. Teleskopet benævnes i disse tilfælde for VLTI.
VLT drives af ESO, European Southern Observatory.